# Boris Orel
Pour les articles homonymes, voir Orel (homonymie).
Boris Orel (né le 2 mars 1903 à Brnca, Autriche-Hongrie ; mort le 5 février 1962  à Ljubljana, République fédérative socialiste de Yougoslavie) était un ethnologue et photographe yougoslave.

## Galerie

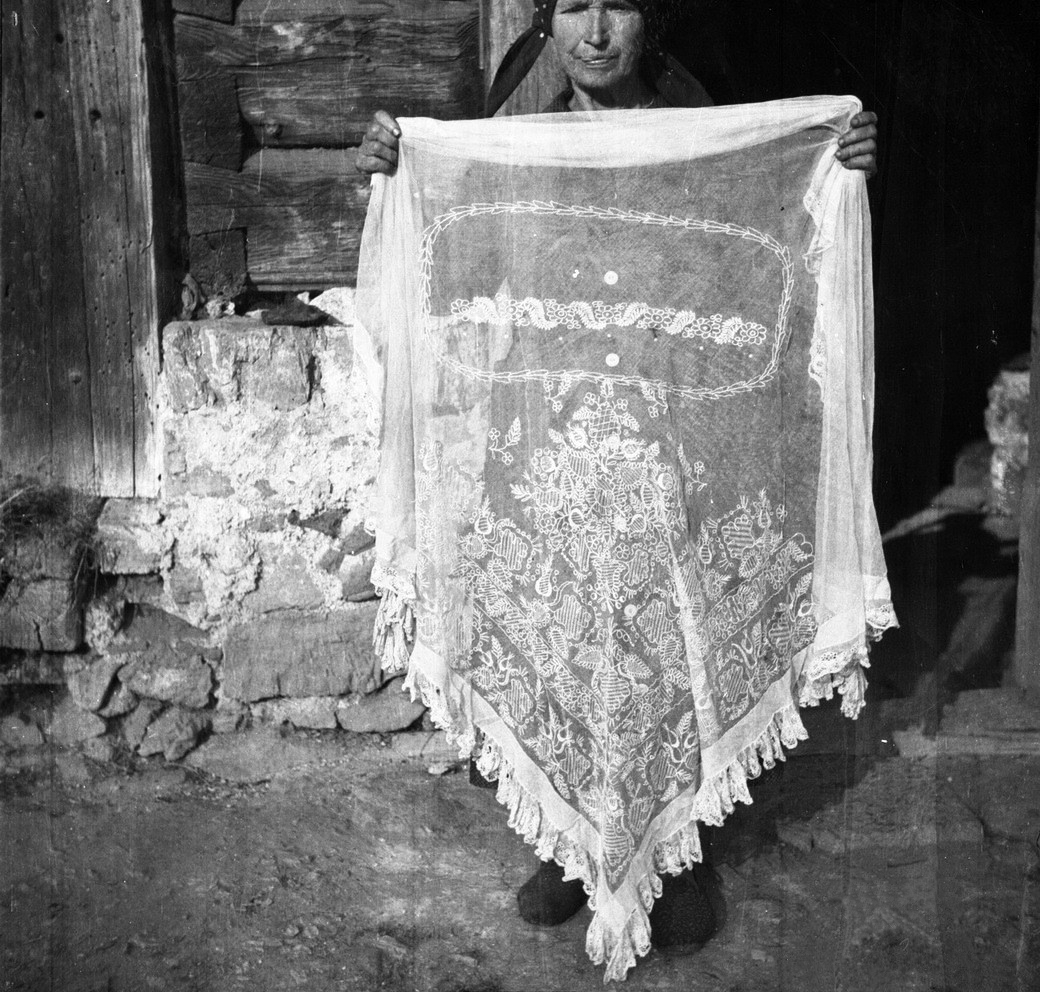
Aptah, Medvedica, 1948
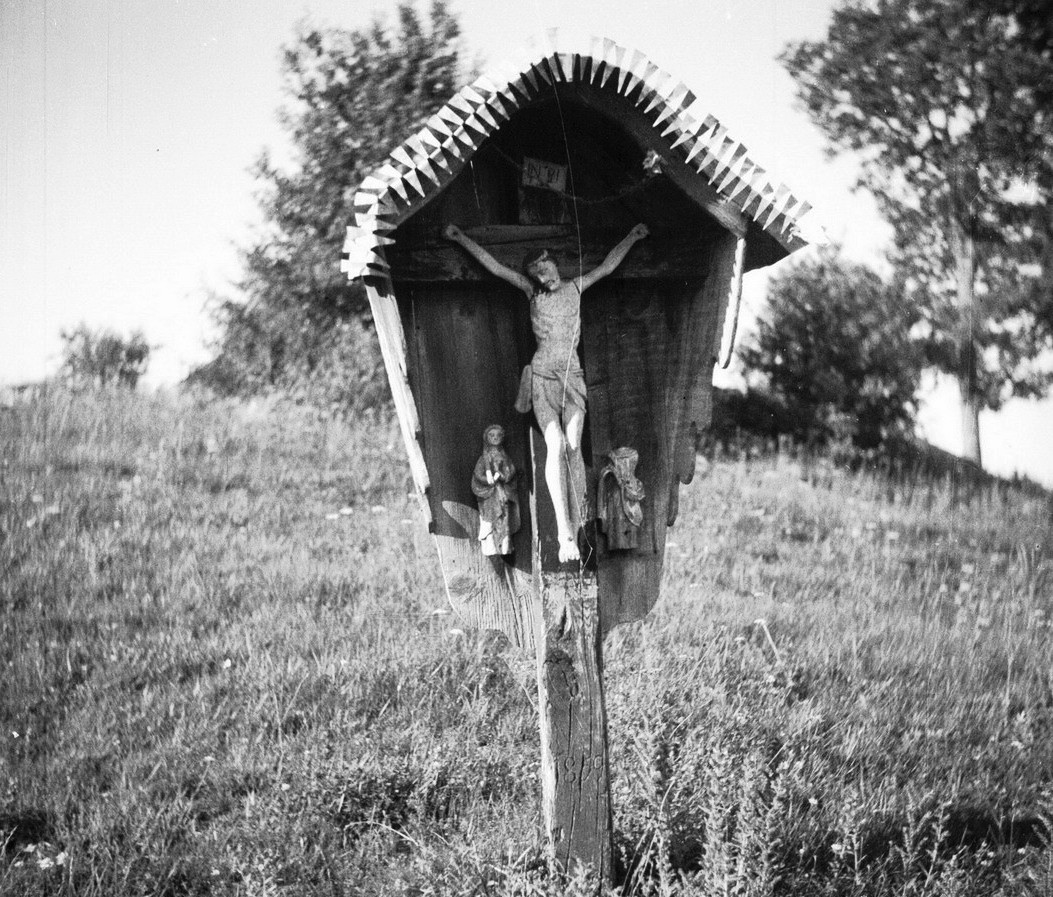
Buhk, 1948
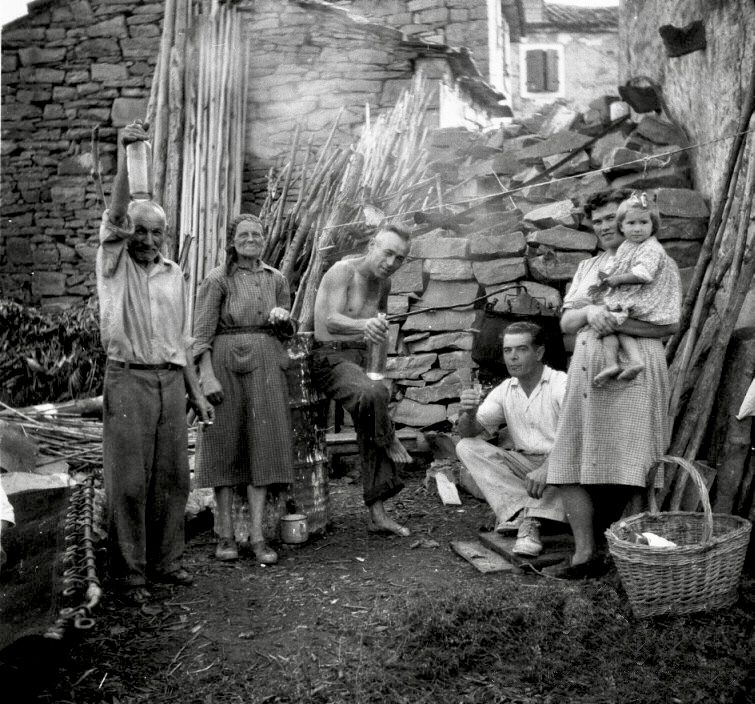
Pjero, 1949
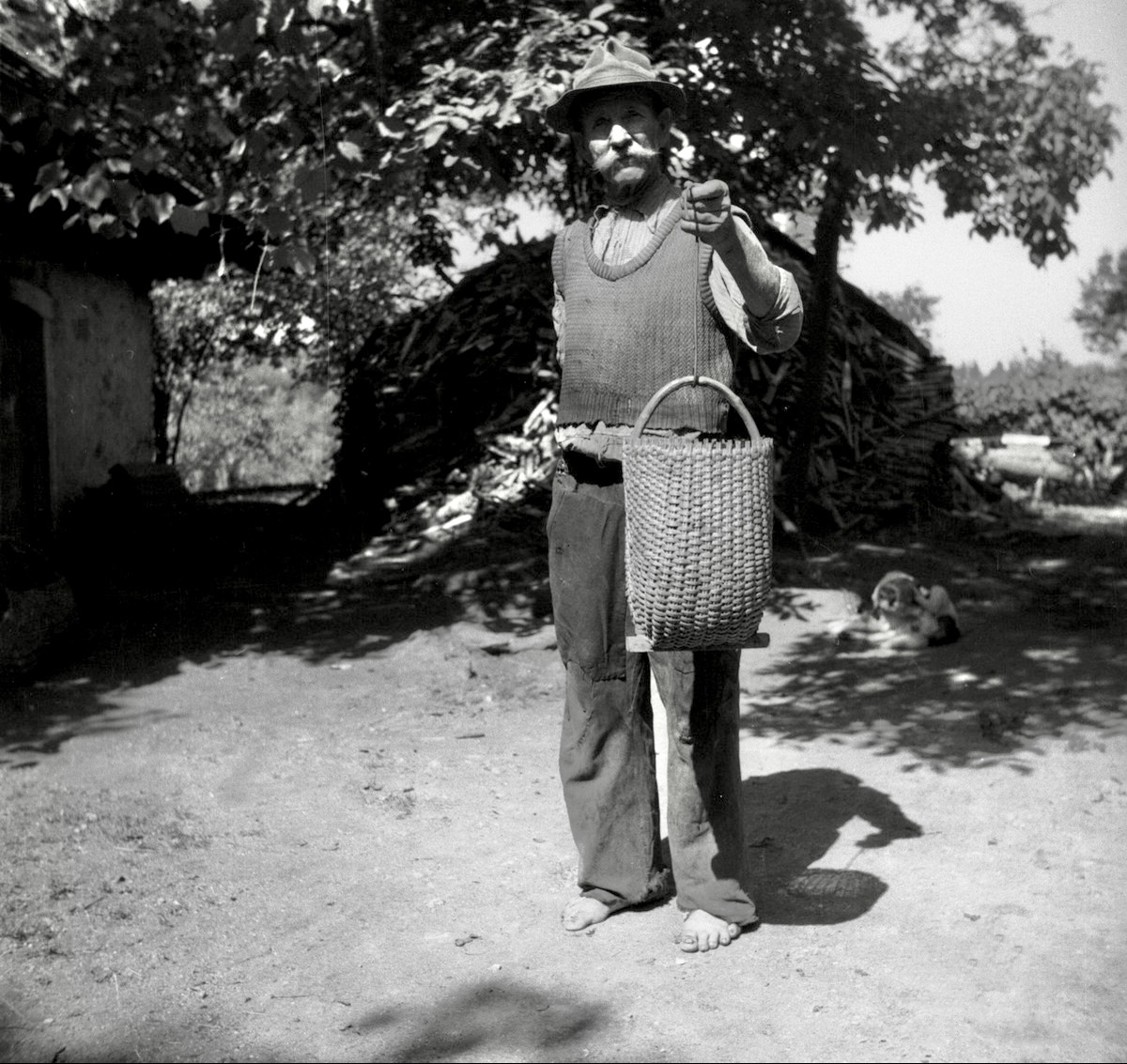
Cajna, 1949
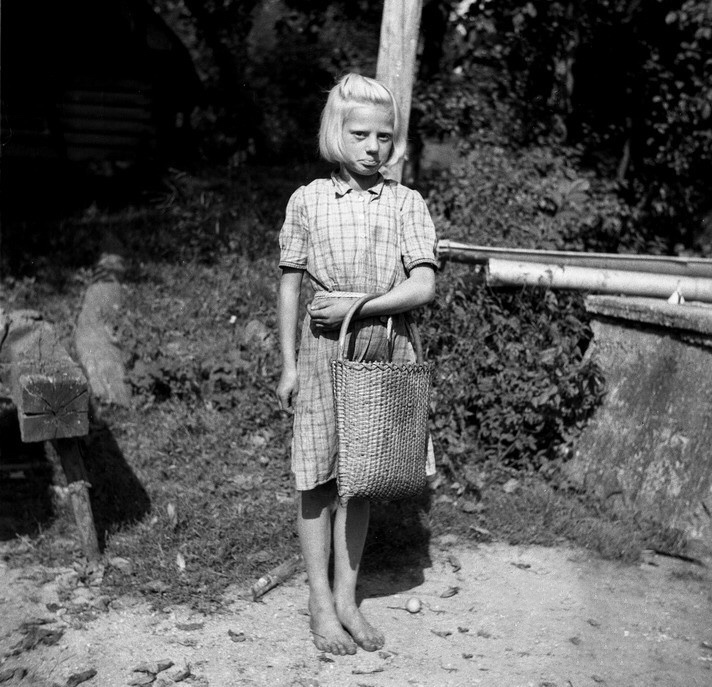
Cajna, 1949
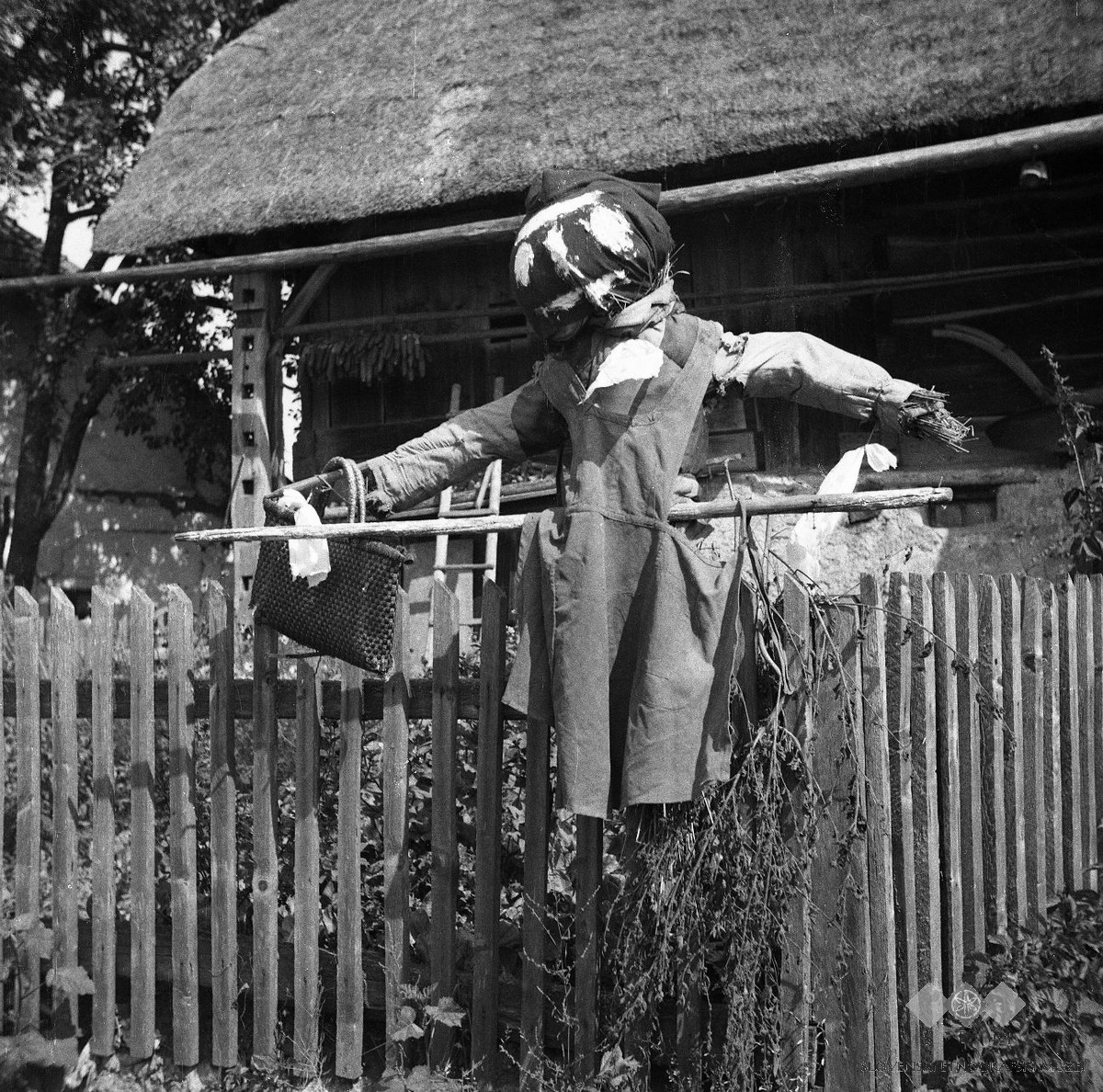
Strašlə, 1950
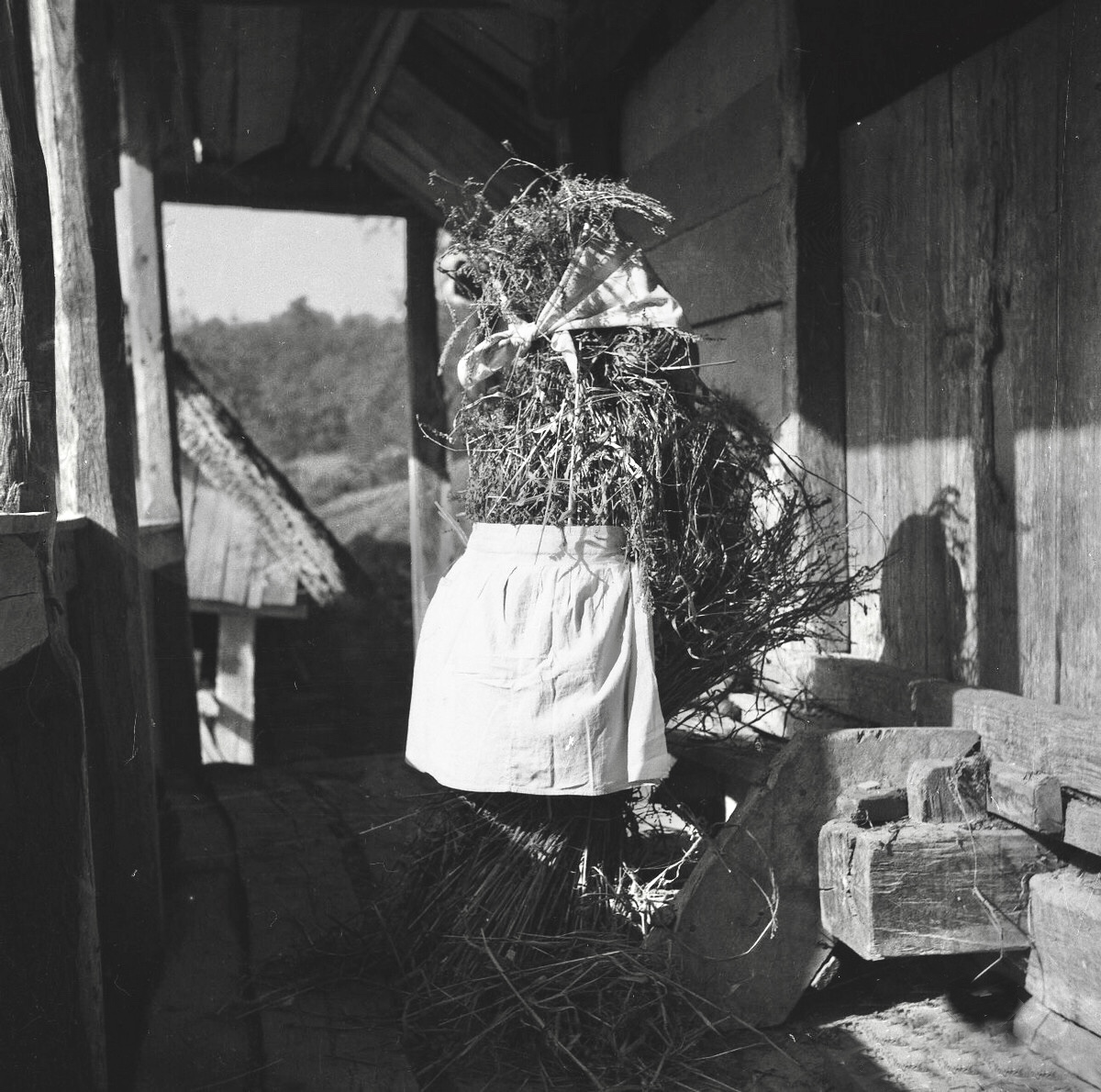
Prosena baba, 1951
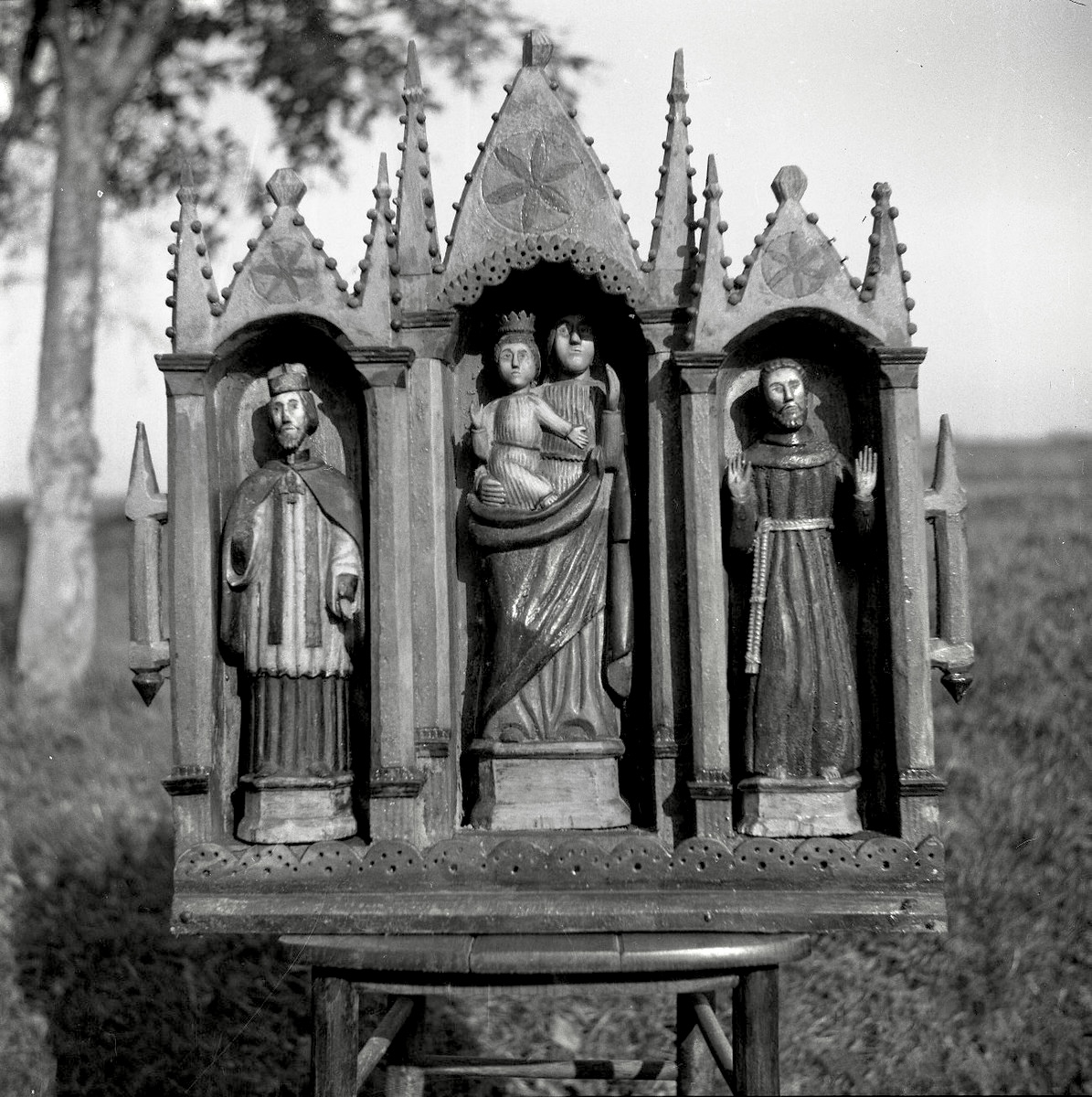
Altarček, 1951
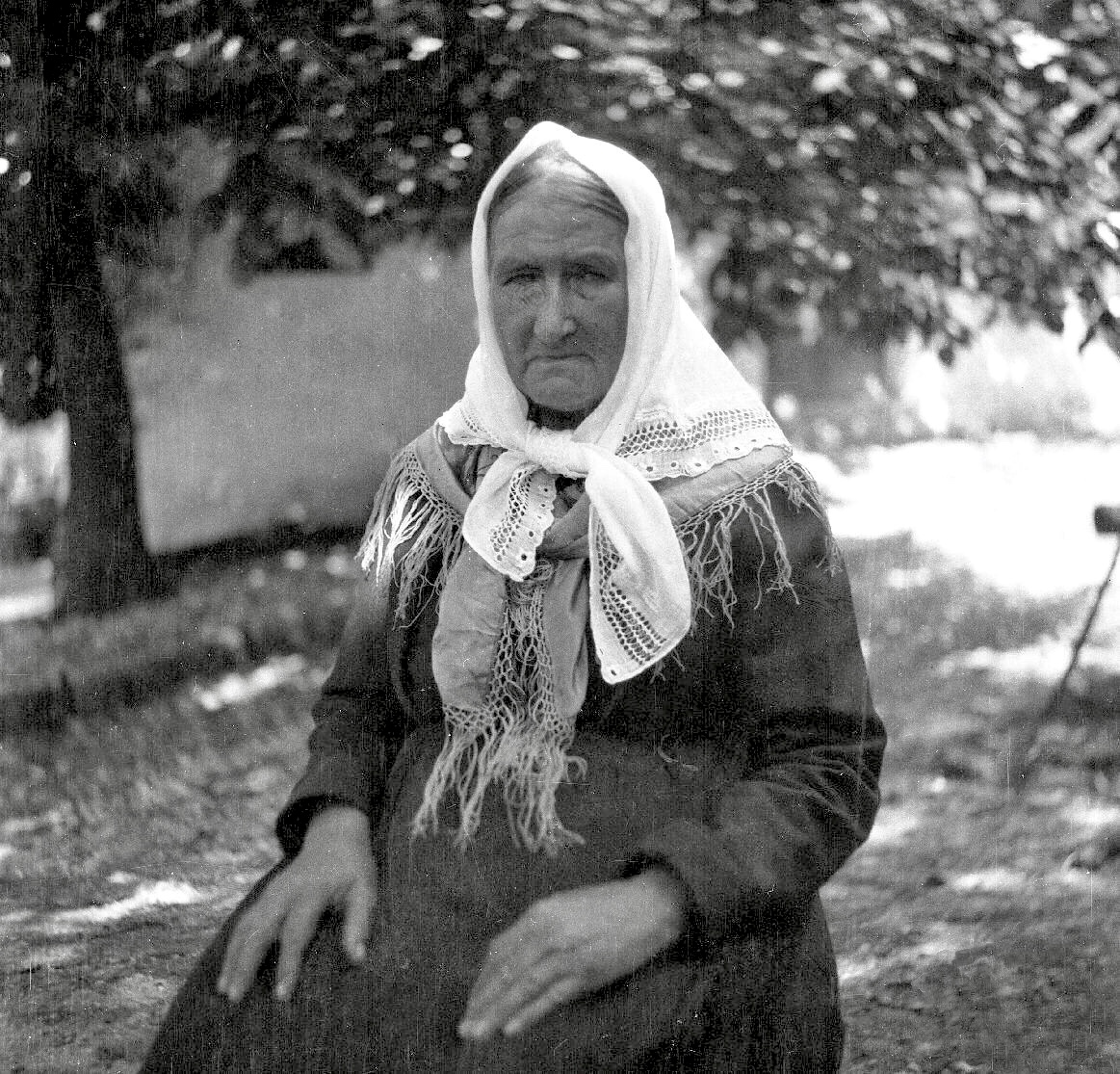
Peča, 1951
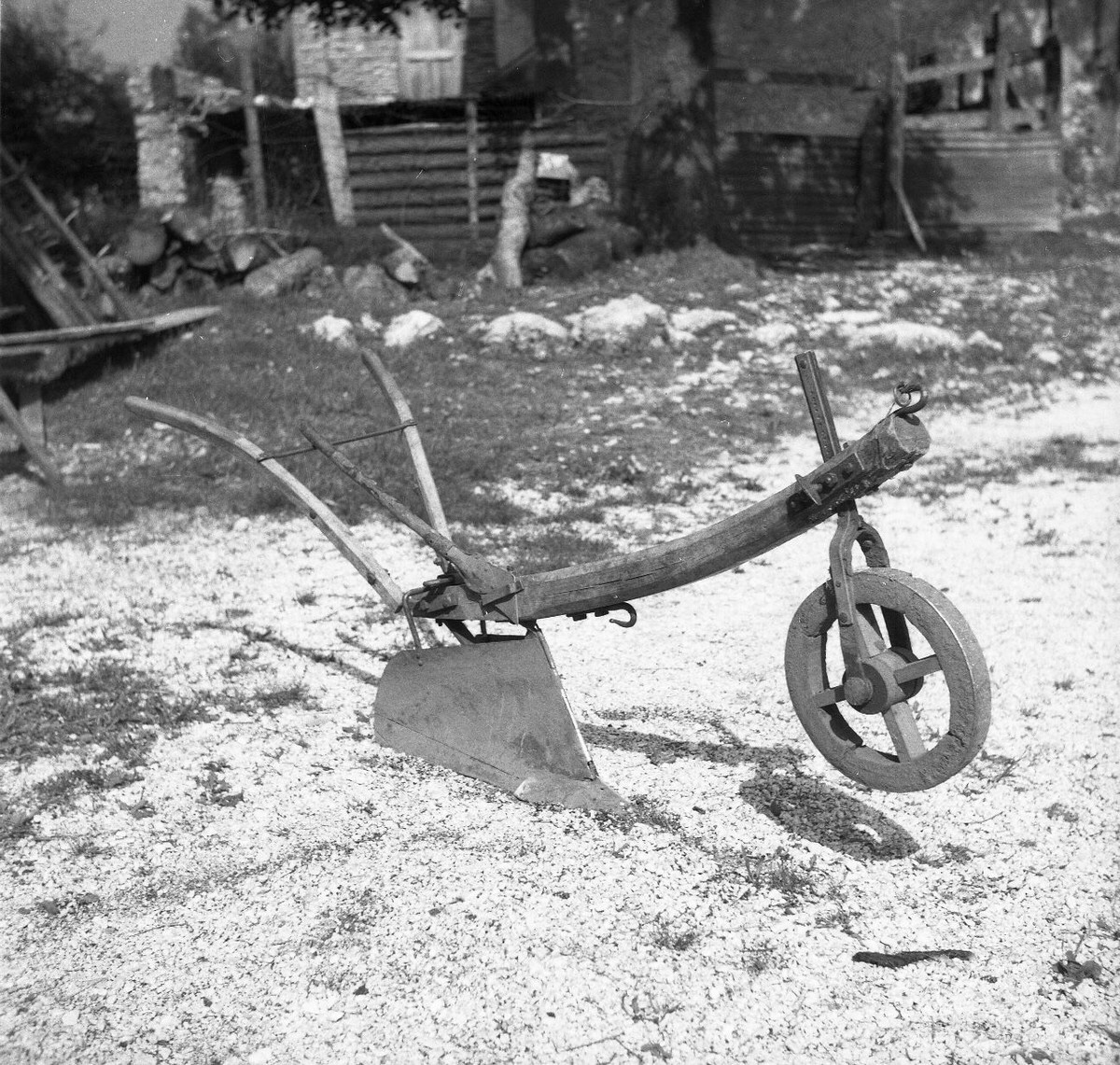
Drevo, 1952
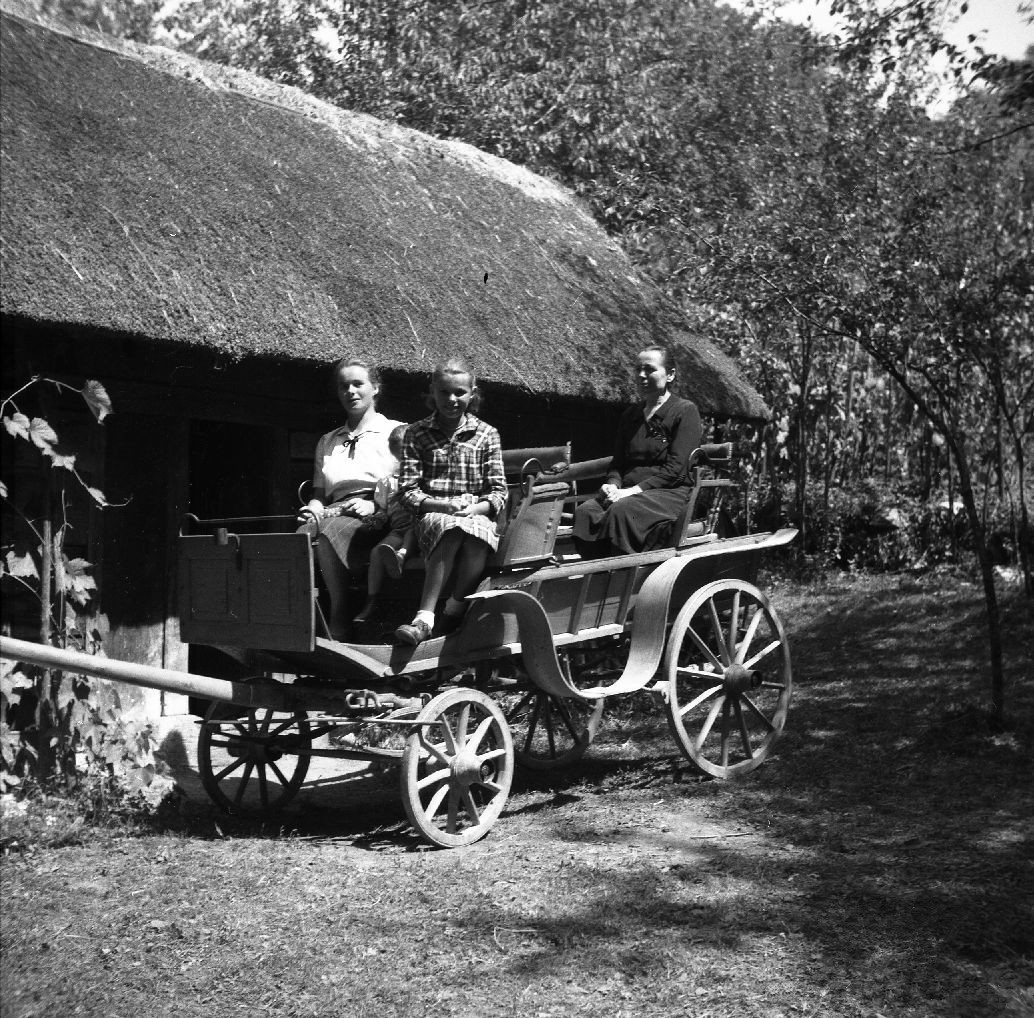
Feder, 1952
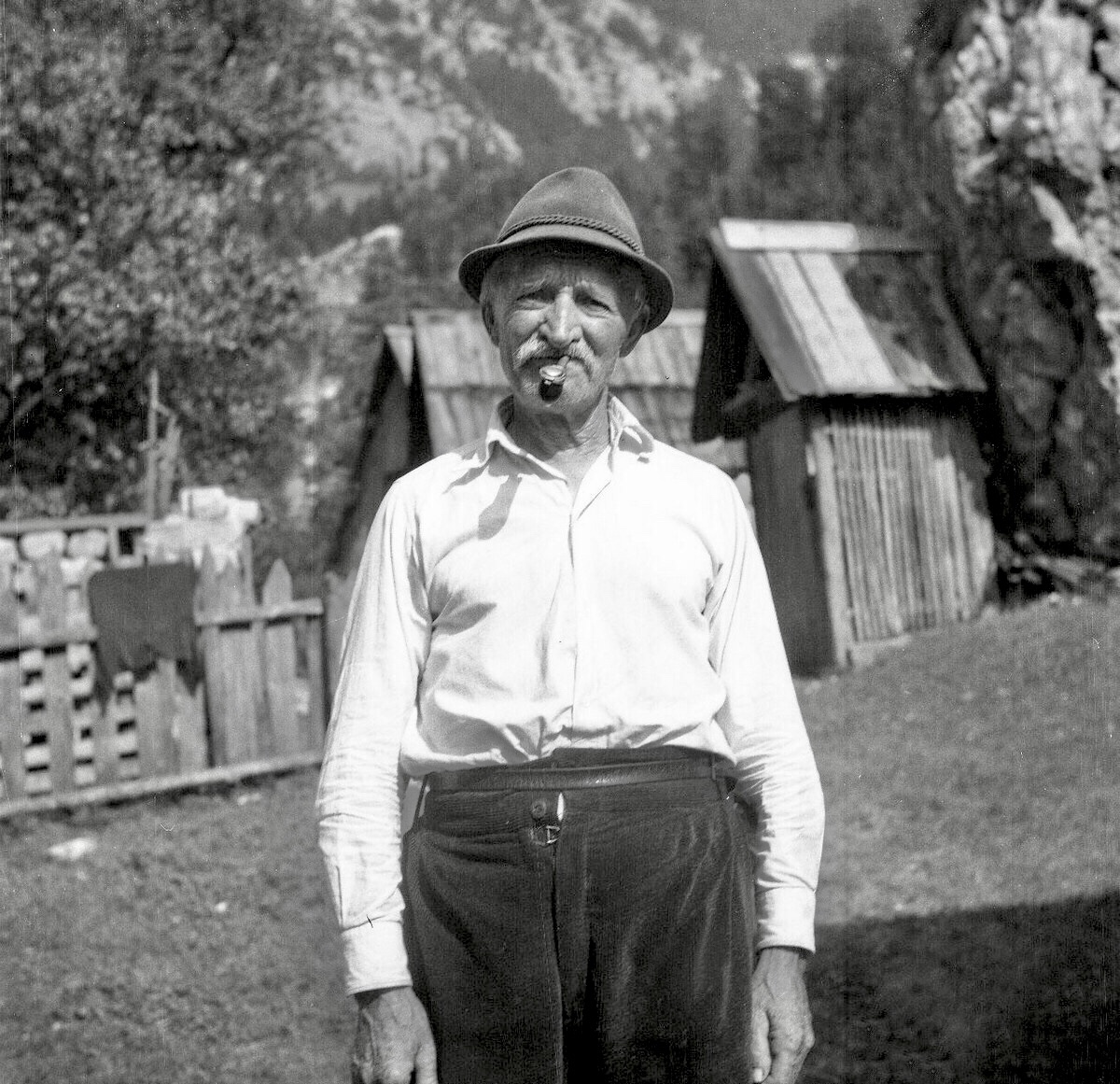
Metic, 1952

## Source de la traduction
- (sl) Cet article est partiellement ou en totalité issu de l’article de Wikipédia en slovène intitulé « Boris Orel (etnolog) » (voir la liste des auteurs).